# 長崎外國語大學
長崎外國語大學（日语：／）是一所位於日本長崎縣長崎市的公立大學，大学设立于2001年，宗旨為透過國際溝通促進和平。在九州唯一的外語大學。大学简称长崎外大。

該校提供英式英語、美式英語、法語和德語等外語的兩年制與四年制學位。

## 沿革
- 1901年　長崎実用英語学校開校（不久短暫閉校）
- 1947年　長崎外国語学校再開校
- 1950年　長崎外国語短期大学開校
- 1951年　学校法人名更名為長崎ＹＭＣＡ学院
- 1960年　学校法人名更名為長崎学院
- 1962年　短大美英語科改稱外国語科
- 1990年　設置短大国際文化学科
- 2001年　長崎外国語大学開校
- 2004年　大学開設日本語日本文化課程

## 外部連結
- 長崎外國語大學網站 （页面存档备份，存于）（日語）